# Kim Go-eun
Kim Go-eun (* 2. Juli 1991) ist eine südkoreanische Schauspielerin.

## Leben
Kim wuchs in China auf.

### Karriere
Kim Go-eun wurde durch die Filmadaption Eungyo (2012) von Jung Ji-woo bekannt. Für ihre Rolle erhielt sie unter anderem in der Kategorie beste Nachwuchsdarstellerin den Blue Dragon Award und den Daejong-Filmpreis, die als wichtigste Filmauszeichnungen in Südkorea gelten. Zuvor hatte sie keine Erfahrung in kommerziellen Filmen. Es war für sie keine leichte Entscheidung, die Rolle in dem Film anzunehmen, da in ihrer Rolle auch ihr ganzer Körper nackt gezeigt wird. Sie nahm die Rolle an, auch da sie keine populäre Schauspielerin, die von allen geliebt wird, werden möchte, sondern eine gute Darstellerin. Danach spielte sie an der Seite von Lee Min-ki in Hwang In-hos zweitem Film Monster (2014). Darin spielt sie Bok-soon, die sich an einem Serienkiller, der ihre Schwester ermordet hat, rächt. 2015 knüpfte sie an das Thema „Rache“ erneut an in zwei weiteren Rollen. In dem Wuxia-Film Memories of the Sword spielt sie eine an der Seite von Jeon Do-yeon und Lee Byung-hun und wird dazu getrieben, den Tod an ihren Eltern zu rächen. Des Weiteren spielte sie die Hauptrolle in der Verfilmung des Romans Coin Locker Babies (1980) von Ryū Murakami. In diesem Film spielt sie das verstoßen Mädchen, das in einem Münzschließfach gefunden wird und später von einem Kredithai großgezogen wird. Auch hier folgt im weiteren Verlauf ein Racheakt.
In Zukunft würde sie gerne in romantischen Filmen mitspielen, hat dafür bisher aber keine Angebote bekommen.
2016 gab sie ihr Fernsehdebüt in der tvN-Serie Cheese in the Trap, einer Adaption des gleichnamigen, populären Webtoons. Des Weiteren spielt sie in dem Drama Goblin (도깨비 Dokkaebi, 2016–2017) die Hauptrolle.

## Filmografie

### Filme
- 2012: Yeonga (Kurzfilm, 영아)
- 2012: Eungyo (은교)
- 2013: Monster (몬스터)
- 2015: Memories of the Sword (협녀: 칼의 기억 Hyeomnyeo: Kal-ui Gieok)
- 2015: Coin Locker Girl (차이나타운 Chinatown)
- 2015: The Advocate: A Missing Body (성난 변호사 Seongnan Byeonhosa)
- 2016: Canola (계춘할망 Gyechun Halmang)
- 2018: Sunset in My Hometown (변산 Byeonsan)
- 2019: Tune in for Love (유열의 음악앨범)

### Fernsehserien
- 2016: Cheese in the Trap (치즈인더트랩)
- 2016–2017: Goblin (도깨비)
- 2020: The King: Eternal Monarch
- 2022: Little Women